# 상처 (1989년 영화)
"상처"는 1989년에 개봉한 대한민국의 영화이다.

## 캐스팅
- 최수지 : 하영 역
- 강석우 : 기훈 역
- 박찬환 : 재민 역
- 박혜란
- 김종아
- 김민희
- 김애경
- 채은희
- 유명순
- 박용팔
- 박예숙
- 홍윤정
- 전숙
- 최성관
- 정영국
- 곽건
- 최연수
- 강희
- 강효정
- 전희수
- 박규채 (특별출연)